# Кужанов Татігалі
Татігалі Кужанович Кужанов (1897, село Каратюбе Джамбейтинського повіту Уральської області, тепер Республіка Казахстан — 1941, виправно-трудовий табір у Магаданській області, тепер Російська Федерація) — радянський діяч, голова виконавчого комітету Алма-Атинської обласної ради, народний комісар землеробства Казахської РСР. Депутат Верховної Ради СРСР 1-го скликання (1937—1939).

## Біографія
Народився в родині скотаря. У 1921 році закінчив Маріїнське середнє сільськогосподарське училище під містом Саратовом.
У 1921 році служив уповноваженим по боротьбі з бандитизмом в Уральському і Каратюбинському районах Уральської губернії.
У 1921—1924 роках — дільничний агроном Каратюбинського району Уральської губернії. У 1923—1924 роках — голова, член Джамбейтинського повітового виконавчого комітету Уральської губернії.
У 1924—1928 роках — завідувач Уральського губернського земельного відділу.
Член ВКП(б) з 1927 року.
У 1928—1930 роках — завідувач Семипалатинського окружного земельного управління.
У 1930—1931 роках — директор Алма-Атинського державного земельного тресту, член колегії Народного комісаріату землеробства Казакської АРСР.
У 1931—1932 роках — відповідальний секретар Ілійського районного комітету ВКП(б) Казакської АРСР.
У 1932—1933 роках — завідувач Алма-Атинського обласного земельного відділу.
У 1933—1937 роках — 1-й секретар Енбекші-Казахського районного комітету ВКП(б) Казакської АРСР.
У 1937 році — голова виконавчого комітету Алма-Атинської обласної ради Казахської РСР.
У грудні 1937 — серпні 1938 року — народний комісар землеробства Казахської РСР.
У 1938—1939 роках — начальник Північно-Казахстанського обласного земельного управління; заступник голови ЦК профспілки робітників машинно-тракторних станцій (МТС) Сходу в місті Петропавловську Північно-Казахстанської області.
Заарештований 7 квітня 1939 року. 26 квітня 1941 року засуджений Особливою нарадою при НКВС СРСР до 8 років виправно-трудових таборів. У 1941 році помер у «Севвостоклаге» Магаданської області РРФСР.
Реабілітований 10 січня 1957 року.